# Cimolais
Cimolais (furlà Cimolais) és un municipi italià, dins la província de Pordenon. L'any 2007 tenia 465 habitants. Limita amb els municipis de Claut, Domegge di Cadore (BL), Erto e Casso, Forni di Sopra (UD), Perarolo di Cadore (BL) i Pieve di Cadore (BL).

## Qüestió lingüística
Cimolais té una certa notorietat en la romanística a causa del parlar local, compartit amb el poble de Nert (del municipi veí de Nert e Cjas). Alguns consideren el parlar de Cimolais, com en el cas de Nert, una forma peculiar de furlà amb forta influència ladina i/o vèneta; d'altres, una forma de ladí de transició al furlà. Arran d'aquests dubtes, i a sol·licitud de les autoritats municipals, Cimolais (com Nert e Cjas) no figura a la llista oficial de municipis furlanòfons, però tampoc en la de ladins, amb què la parla local, sigui el que sigui, manca de cap mena de protecció.
Alguns mapes lingüístics representen com a no furlanòfon un sector de l'extrem nord-occidental del Friül: és el conjunt de Nert e Cjas i Cimolais.

## Administració
| Període | Identitat   | Partit         |
| ------- | ----------- | -------------- |
| 2004-   | Rita Bressa | Centreesquerra |